# Степанівська коса
Степанівська коса — ландшафтний заказник місцевого значення. Об'єкт розташований на території Приазовського району Запорізької області, поблизу села Степанівка, між Азовським морем і Степанівською затокою Молочного лиману.
Площа — 200 га, статус отриманий у 1988 році.
Заказник належить до переліку природно-заповідних територій, особливо важливих для збереження біорізноманіття Запорізької області.